# Équation de Ramanujan-Nagell
En mathématiques, et plus précisément en théorie des nombres, l'équation de Ramanujan-Nagell est une équation liant un carré parfait comme étant une puissance de deux moins sept. C'est un exemple d'équation diophantienne exponentielle, une équation à résoudre en entiers où l'une des variables apparaît comme un exposant. Celle-ci est nommée d'après Srinivasa Ramanujan, qui a conjecturé qu'il n'a que cinq solutions entières, et d'après Trygve Nagell, qui a prouvé la conjecture.

## Équation et solution
L'équation est
{\displaystyle 2^{n}-7=x^{2}}
et les seules solutions en entiers naturels n et x sont n = 3, 4, 5, 7 et 15.
Cette solution a été conjecturée en 1913 par le mathématicien indien Srinivasa Ramanujan, proposée indépendamment en 1943 par le mathématicien norvégien Wilhelm Ljunggren, et prouvée en 1948 par le mathématicien norvégien Trygve Nagell,. Les valeurs de x correspondant aux valeurs de n ci-dessus sont respectivement :
x = 1, 3, 5, 11 et 181.

## Nombres triangulaires de Mersenne
Le problème de trouver tous les entiers de la forme 2b − 1 (nombre de Mersenne) qui sont des nombres triangulaires est équivalent à l'équation de Ramanujan-Nagell :
{\displaystyle {\begin{aligned}2^{b}-1={\frac {y(y+1)}{2}}\Longleftrightarrow &\ 2^{b+3}-8=4y^{2}+4y\\\Longleftrightarrow &\ 2^{b+3}-7=(2y+1)^{2}.\end{aligned}}}
Les valeurs de b dans cette équation sont juste celles de n − 3 dans l'équation de Ramanujan-Nagell, et les nombres de Mersenne triangulaires correspondants (également appelés nombres de Ramanujan-Nagell) sont :
{\displaystyle {\frac {y(y+1)}{2}}={\frac {(x-1)(x+1)}{8}}}
pour x = 1, 3, 5, 11 et 181, donnant 0, 1, 3, 15 et 4095 (suite A076046 de l'OEIS).

## Équations de type Ramanujan-Nagell
Une équation de la forme
{\displaystyle x^{2}+D=AB^{n}}
pour D, A , B fixés et d'inconnues x, n est dit de type Ramanujan-Nagell. Un résultat de Carl Siegel implique que le nombre de solutions dans chaque cas est fini. L'équation avec A = 1, B = 2 a au plus deux solutions, sauf si D = 7. Il y a une infinité de valeurs de D pour lesquelles il n'existe que deux solutions.

## Équations de type Lebesgue-Nagell
Une équation de la forme
{\displaystyle x^{2}+D=Ay^{n}}
pour D, A fixés et d'inconnues x, y, n est dite de type Lebesgue-Nagell. Ces équations sont nommées d'après Victor-Amédée Lebesgue, qui a prouvé que l'équation
{\displaystyle x^{2}+1=y^{n}}
n'a pas de solutions non trivales lorsque n est un nombre premier,.
Les résultats de Shorey et Tijdeman impliquent que le nombre de solutions dans chaque cas est fini. Bugeaud, Mignotte et Siksek ont résolu les équations de ce type avec A = 1 et 1 ≤ D ≤ 100. En particulier, la généralisation suivante de l'équation de Ramanujan-Nagell
{\displaystyle y^{n}-7=x^{2}}
a des solutions entières seulement si x = 1, 3, 5, 11 ou 181.